# Christmas Duets
Christmas Duets er et julealbum med Elvis Presley fra 2008, udsendt af RCA. Albummet består af gamle og velkendte julesange med Elvis Presley, men i en remixet udgave, således at han på de 10 af albummets 13 numre synger duet med diverse kunstnere. Også instrumenteringen er remixet på samtlige albummets titler.
Albummets producere var Chuck Ainlay og Larry Hamby.

## Albummets indhold
- "Blue Christmas"

duet med Martina McBride
- "I'll Be Home For Christmas"

duet med Carrie Underwood
- "Here Comes Santa Claus"

duet med LeAnn Rimes
- "Santa Claus Is Back In Town"

duet med Wynonna Judd
- "Silent Night"

duet med Sara Evans
- "White Christmas"

duet med Amy Grant
- "Merry Christmas Baby"

duet med Gretchen Wilson
- "O Little Town of Bethlehem"

duet med Karen Fairchild og Kimberly Schlapman
- "Silver Bells"

duet med Anne Murray
- "O Come, All Ye Faithful"

duet med Olivia Newton-John
- "The First Noel"

Elvis solist
- "I Get Home On Christmas Day"

Elvis solist
- "Winter Wonderland"

Elvis solist

## Links
- Christmas Duets på Amazon.com